# Dazed and Confused (film)
Dazed and Confused är en amerikansk långfilm från 1993 i regi och manus av Richard Linklater, med Jason London, Joey Lauren Adams, Milla Jovovich och Shawn Andrews i rollerna.

## Handling
Under filmens gång får man följa ett gäng ungdomar från en liten ort i Texas när de går ut skolan, 28 maj 1976. Enligt traditionen brukar niorna få "spö" av studenterna. Killarna får smisk med platta basebollträn (s.k. dasslock) och tjejerna får "fria" till utvalda seniorer. Under kvällen skulle en fest äga rum hos Kevin Pickford, men han upptäcks när killen som levererade öltunnorna, kom för tidigt. Festen blir inställd och ungdomarna blir rastlösa.

## Rollista
| Jason London        | – Randall 'Pink' Floyd |
| Joey Lauren Adams   | – Simone Kerr          |
| Milla Jovovich      | – Michelle Burroughs   |
| Shawn Andrews       | – Kevin Pickford       |
| Rory Cochrane       | – Ron Slater           |
| Adam Goldberg       | – Mike Newhouse        |
| Anthony Rapp        | – Tony Olson           |
| Sasha Jenson        | – Don Dawson           |
| Matthew McConaughey | – David Wooderson      |
| Marissa Ribisi      | – Cynthia Dunn         |
| Deena Martin        | – Shavonne Wright      |
| Michelle Burke      | – Jodi Kramer          |
| Cole Hauser         | – Benny O'Donnell      |
| Christine Harnos    | – Kaye Faulkner        |
| Wiley Wiggins       | – Mitch Kramer         |
| Mark Vandermeulen   | – Tommy Houston        |
| Renée Zellweger     | – Nesi White           |
| Ben Affleck         | – Fred O'Bannion       |
| Parker Posey        | – Darla Marks          |

## Soundtracks
| 1.           | Rock and Roll, Hoochie Koo | Rick Derringer     | 3:44  |
| 2.           | Slow Ride                  | Foghat             | 3:58  |
| 3.           | School's Out               | Alice Cooper       | 3:29  |
| 4.           | Jim Dandy (cover)          | Black Oak Arkansas | 2:42  |
| 5.           | Tush                       | ZZ Top             | 2:17  |
| 6.           | Love Hurts                 | Nazareth           | 3:53  |
| 7.           | Stranglehold               | Ted Nugent         | 8:24  |
| 8.           | Cherry Bomb                | The Runaways       | 2:19  |
| 9.           | Fox on the Run             | Sweet              | 3:26  |
| 10.          | Low Rider                  | War                | 3:13  |
| 11.          | Tuesday's Gone             | Lynyrd Skynyrd     | 7:32  |
| 12.          | Highway Star               | Deep Purple        | 6:08  |
| 13.          | Rock and Roll All Nite     | KISS               | 2:57  |
| 14.          | Paranoid                   | Black Sabbath      | 2:47  |
| Total längd: | Total längd:               | Total längd:       | 56:56 |

| 1.           | Free Ride                       | Edgar Winter Group    | 3:08  |
| 2.           | No More Mr. Nice Guy            | Alice Cooper          | 3:07  |
| 3.           | Livin' in the USA               | The Steve Miller Band | 4:05  |
| 4.           | Never Been Any Reason           | Head East             | 5:12  |
| 5.           | Why Can't We Be Friends?        | War                   | 3:51  |
| 6.           | Summer Breeze                   | Seals and Crofts      | 3:25  |
| 7.           | Right Place, Wrong Time         | Dr. John              | 2:54  |
| 8.           | Balinese                        | ZZ Top                | 2:39  |
| 9.           | Lord Have Mercy On My Soul      | Black Oak Arkansas    | 6:14  |
| 10.          | I Just Want to Make Love to You | Foghat                | 4:19  |
| 11.          | Show Me the Way                 | Peter Frampton        | 4:41  |
| 12.          | Do You Feel Like We Do          | Peter Frampton        | 7:13  |
| Total längd: | Total längd:                    | Total längd:          | 50:52 |